# ابی ویتزیل

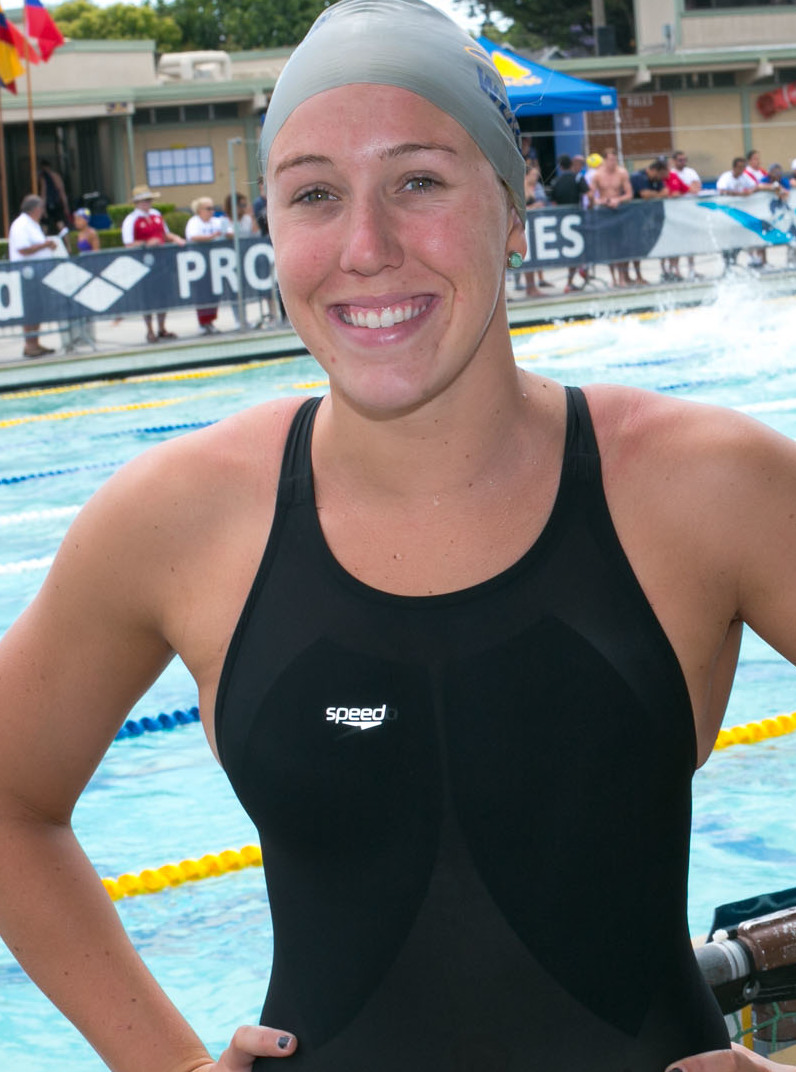
ابی ویتزیل - ۲۰۱۷

ابی ویتزیل (انگلیسی: Abbey Weitzeil؛ زادهٔ ۳ دسامبر ۱۹۹۶) شناگر اهل ایالات متحده آمریکا است.
او در مسابقات کشوری و بین‌المللی در مجموع برندهٔ ۴ مدال طلا، ۵ مدال نقره، ۲ مدال برنز شده‌است.